# Greim (Wölzer Tauern)

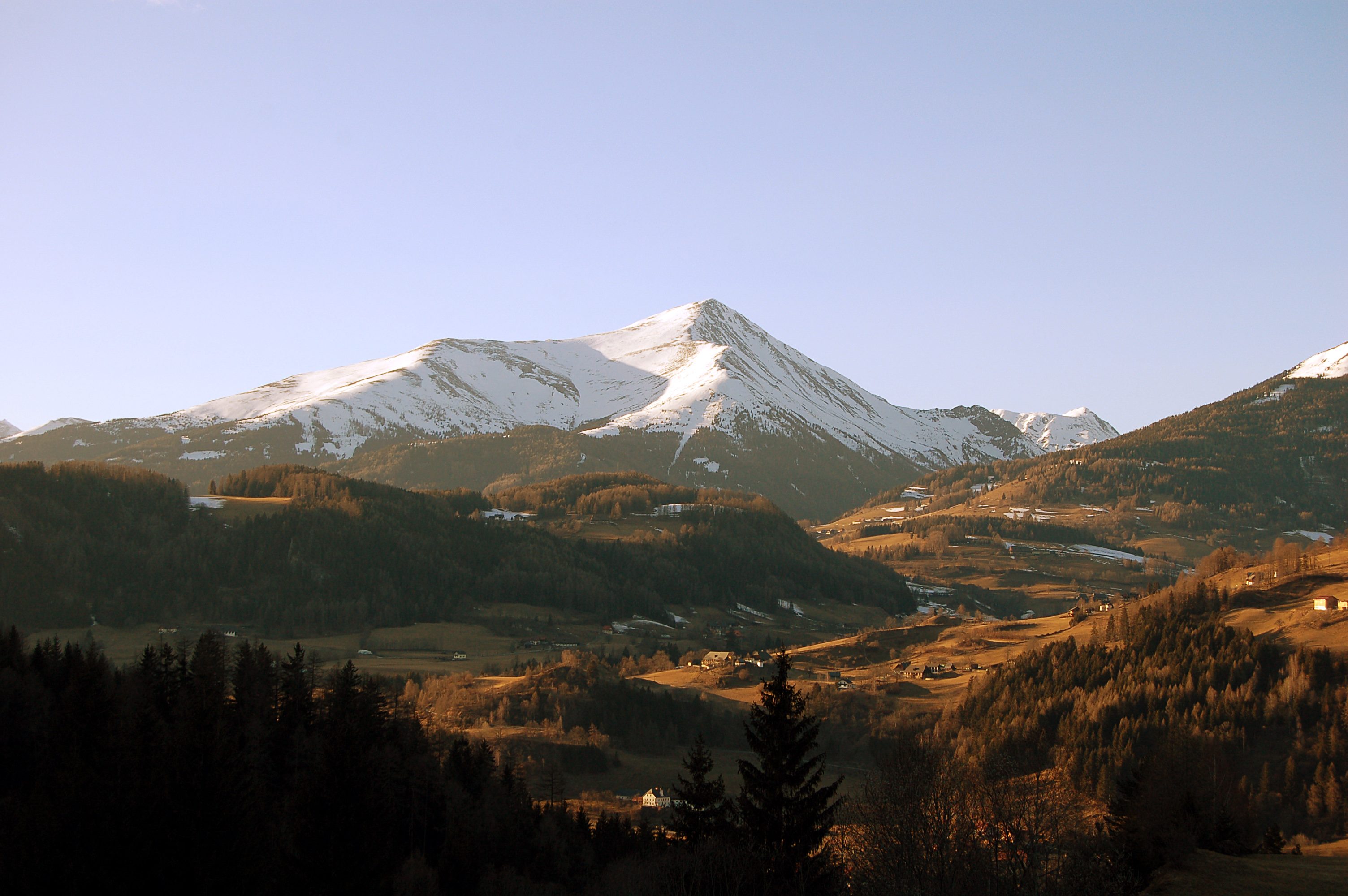
Szczyt Greim w masywie Wölzer Tauern we wczesnowiosennym słońcu, widziany z południowego zachodu.

Greim – drugi pod względem wysokości szczyt w paśmie górskim Wölzer Tauern stanowiących fragment Niskich Taurów, na terenie austriackiej Styrii.  Jego wysokość 2474 m n.p.m. jest tylko o jeden metr niższa od Rettlkirchspitze - najwyższego szczytu pasma. 

## Geologia
Greim podobnie jak i inne szczyty Niskich Taurów wchodzą w skład Centralnych Alp Wschodnich. Zbudowany jest ze skał metamorficznych: głównie gneisów i łupków krystalicznych.  Skały te odznaczają się rozmaitym stopniem odporności na wietrzenie.  W masywie szczytu Greim są stosunkowo niezbyt odporne, co powoduje w miarę łagodną formę szczytu pomimo jego znacznej wysokości i zaostrzenia rzeźby przez nieistniejące już lodowce plejstoceńskie. 

## Turystyka
Pomimo znacznej wysokości względnej Greim jest stosunkowo łatwo dostępny, w szczególności od południa.  Na jego wierzchołek prowadzi znakowana ścieżka ze schroniska Greim Hütte, 1680 m n.p.m., do którego dojechać można samochodem wąską drogą z miejscowości St. Peter am Kammersberg. Wejście ze schroniska na wierzchołek zajmuje około 3 h, jest trochę żmudne (zwłaszcza w czasie upału), lecz nie przedstawia trudności technicznych.